# Äpplö fjärden
Äpplö fjärden är en fjärd i Finland. Den ligger i Houtskär i landskapet Egentliga Finland, i den sydvästra delen av landet, 200 km väster om huvudstaden Helsingfors.
Äpplö fjärden avgränsas av Äpplö i norr, Ytterstö och Lempnäs i nordöst, Sördö i öster, Gloskär i sydöst, Ramsö i söder, Hällskär i sydväst, Ässkär i väster och Stylterö skären i nordväst. Den ansluter till Gloskärs stråket i söder och Röholms fjärden i nordväst. Förkastningen Stråket passerar Äpplö fjärden i nord-sydlig riktning.